# Daxlanden
Daxlanden é uma cidade da Alemanha, no distrito de Karlsruhe, Baden-Württemberg, no sul da Alemanha.